# Heureux Temps
Heureux Temps est une chanson anarchiste du poète et chansonnier français et montmartrois libertaire Paul Paillette (1845-1920). C'est son œuvre la plus fameuse. Elle se chante sur l'air du Temps des cerises.

## Histoire de la chanson
Heureux Temps de Paillette figure dans le recueil Tablettes d'un lézard en 1892. Il a été publié également en février 1892 dans La Vérité de Romans, dans Le Libertaire (Algérie) et  en mars 1892 dans L'Agitateur de Marseille.
Heureux Temps connaît un très grand succès, au point que dans des milieux révolutionnaires non anarchistes elle est récupérée dans les années 1918-1939 en remplaçant le vers :
Quand nous en serons au temps d'anarchie,
par : 
Quand nous en serons au temps d'harmonie,

## Paroles
1
Quand nous en serons au temps d'anarchie,

Les humains joyeux auront un gros cœur

Et légère panse.

Heureux on saura – sainte récompense –

Dans l'amour d'autrui doubler son bonheur ;

Quand nous en serons au temps d'anarchie,

Les humains joyeux auront un gros cœur.
2
Quand nous en serons au temps d'anarchie,

On ne verra plus d'êtres ayant faim,

Auprès d'autres ivres :

Sobres nous serons et riches en vivres ;

Des maux engendrés ce sera la fin.

Quand nous en serons au temps d'anarchie,

Tous satisferont sainement leur faim.
3
Quand nous en serons au temps d'anarchie,

Le travail sera récréation

Au lieu d'être peine.

Le corps sera libre et l'âme sereine

En paix fera son évolution.

Quand nous en serons au temps d'anarchie,

Le travail sera récréation.
4
Quand nous en serons au temps d'anarchie,

Nos petits enfants auront au berceau

Les baisers des mères ;

Tous seront choyés, tous égaux, tous frères ;

Ainsi grandira ce monde nouveau.

Quand nous en serons au temps d'anarchie,

Nos enfants auront un même berceau.
5
Quand nous en serons au temps d'anarchie,

Les vieillards aimés, poètes-pasteurs,

Bénissant la Terre

S'éteindront béats sous le Ciel-Mystère,

Ayant bien vécu loin de ses hauteurs.

Quand nous en serons au temps d'anarchie,

Les vieillards seront de bien doux pasteurs.
6
Quand nous en serons au temps d'anarchie,

Nature sera paradis d'amour.

Femme souveraine !

Esclave aujourd'hui, demain notre reine,

Nous rechercherons tes « ordres du jour ».

Quand nous en serons au temps d'anarchie,

Nature sera paradis d'amour.
7
Il semble encor loin ce temps d'anarchie,

Mais, si loin soit-il, nous le pressentons.

Une foi profonde

Nous fait entrevoir ce bienheureux monde

Qu'hélas notre esprit dessine à tâtons.

Il semble encor loin ce temps d'anarchie,

Mais, si loin soit-il, nous le pressentons.

## Source
- Robert Brécy, Florilège de la chanson révolutionnaire, de 1789 au Front populaire, Éditions Ouvrières, Paris 1990, page 151.